# Novel·la visual

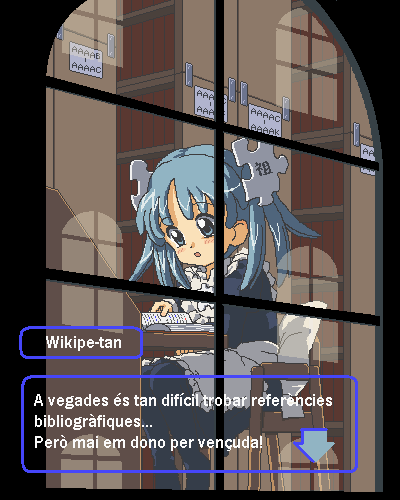
Recreació d'una escena típica de les novel·les visuals amb el personatge Wikipe-tan.

Una novel·la visual és un tipus de videojoc popular al Japó però poc conegut als països occidentals que consisteix en el transcurs d'una ficció il·lustrada on hi ha moments de decisió intermitents, essent així videojocs amb poca interacció respecte altres videojocs. Es podria descriure el tipus de «llibre multimèdia», ja que el seu disseny s'allunya dels jocs «normals».

## Jugabilitat
La majoria del temps, les interaccions del jugador es limiten a fer clic per llegir el text següent. No obstant això, alguns jocs ofereixen en el moment de certs diàlegs respostes diferents. En funció d'aquestes opcions, la història evoluciona de forma diferent i s'arriben a diversos finals.
Una novel·la visual no ha de ser presa com un joc en el sentit clàssic, sinó més aviat com un llibre o un còmic. Se segueix una història, mentre s'admira els dissenys i animacions dels personatges. Sovint, música de fons acompanya a tot.
No obstant això, algunes novel·les visuals ofereixen minijocs o alguns elements de joc de rol.
L'estructura més habitual de les visual novels sol estar formada per una "ruta comú" i les "rutes de cada heroïna". És a dir, començarem el joc en una mena d'introducció per conèixer l'entorn i al protagonista i a partir de diverses decisions entrarem en un escenari o un altre, seguirem la història d'una noia o d'una altra. Si les decisions són correctes arribarem al final satisfactori i si són incorrectes arribarem al final dolent.
Tanmateix hi ha diverses novel·les visuals que han fet diverses modificacions a aquesta premissa. En el cas de les "kinnetic novels" trobem un desenvolupament lineal en el que el lector no té la possibilitat de fer decisions com és el cas de les saga When they Cry (Higurashi no naku koro ni i Umineko no naku koro ni) o Planetarian entre d'altres.
També és cert que la quantitat de finals pot arribar a ser molt variable. Normalment no es passarà d'uns 5 o 7 finals però hi ha múltiples excepcions. Alguns casos més extrems són School Days amb 21 finals o Hadaka Shitsuji amb 27.

## Elements d'una novel·la visual
Per agradar, una novel·la visual ha de captivar el lector per la qualitat del seu guió.
Sobre aquest punt, certs jocs d'aquest tipus es destaquen àmpliament dels seus competidors. Els exemples inclouen Higurashi no naku koro ni o Fate/stay night, amb guions increïblement rics. Aquests dos títols van ser un gran èxit i ara tenen una gran comunitat de fans.
No obstant això, una novel·la visual no necessàriament compleix amb aquests criteris. Així com hi ha males pel·lícules i llibres dolents, hi ha males novel·les visuals. Es tracta generalment de jocs de cites, on l'objectiu és seduir personatges virtuals per a desbloquejar escenes ecchi, fins i tot hentai.
Cal saber que la majoria de les novel·les visuals tenen algunes escenes «ecchi» o «hentai» i, per tant, entren en la categoria de eroge (joc eròtic). Tanmateix, això està canviant. Higurashi no naku koro ni, per exemple, no conté una sola escena pornogràfica. Com també és el cas de les novel·les de l'empresa Key, conegudes per les seves adapatacions a l'anime. Concretament amb CLANNAD van començar la seva trajectòria sense escenes hentai. Cosa que també farien en Little Busters! o Rewrite. 
Es pot preguntar per què no eliminar aquestes escenes, que no afegeixen res al joc i són mínimes. De fet, serveixen per desviar l'atenció del públic en general i per atraure un públic més adult i otaku, que és menys exigent. La gran majoria de les novel·les visuals són realitzades per aficionats o semi-professionals, amb un pressupost baix.
Però una vegada superada la part hentai, al públic li agradarà el joc per al seu guió i la seva reputació va ser construïda de boca en boca.
Una vegada que el joc ha obtingut gran èxit i bona reputació, es pot llançar una nova versió, sense escenes eròtiques i amb novetats, per arribar a un públic més ampli. És el cas de Fate/stay night, del qual el remake va ser llançat per PlayStation 2 amb un filtratge adaptat i moltes millores tècniques. Altres jocs com Shuffle! també s'han adaptat per al «gran públic». En el cas de Little Busters! el procés va ser invers, la primera versió seria per tots els públics i posteriorment es faria una per majors de 18 anys incloent noves rutes.

## Traduccions
La quasi totalitat de les novel·les visuals són en japonès, però alguns grups d'aficionats les tradueixen a l'anglès, permetent a un públic més ampli aprofitar-les. No existeix fins a la data cap novel·la visual famosa traduïda al francès, a part de la sèrie Ace Attorney, i la sèrie Higurashi no naku koro ni («Le sanglot des cigales»). També existeixen traduccions al castellà fetes per fans però gairebé cap al català. L'exemple més destacat aquí seria la traducció al català de la novel·la visual Katawa Shoujo que actualment està duent a terme un aficionat individual. Està disponible gratuïtament i de moment comprèn només l'Acte 1 del joc.
L'expansió de les visual novel és lenta, però algunes pàgines ofereixen traduccions oficials en anglés com Mangagamer Sekaiproject o Jast Usa ajuden que siguin més conegudes a Occident.